# 懷漢郡
懷漢郡，南朝劉宋所設置的郡，設置年代據《宋書·州郡志》所記，在孝建二年（455年）以前（《宋書·孝武帝紀》作大明元年(457年)置郡）。據《宋書》所記，隸屬梁州，治永豐（今四川省南充市、廣元市之間），下轄永豐縣、綏來縣、預德縣3縣，疑似隨郡新置。蕭齊因之。蕭梁以後不明。